# Antoni Fijałkowski

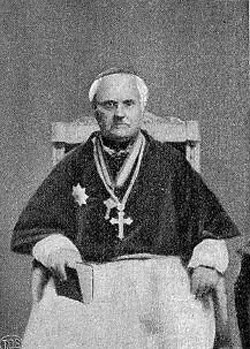
Antoni Fijałkowski

Antoni Fijałkowski (* 13. Juni 1797 in Lepel, heute Belarus; † 11. Februar 1883 in Sankt Petersburg) war Erzbischof von Minsk-Mahiljou im heutigen Belarus.

## Leben
Am 25. Juni 1858 von Papst Pius IX. zum Titularbischof von Tanasia und zum Weihbischof im Bistum Kamjanez-Podilskyj in der Ukraine ernannt, wurde er am 23. März 1860 Bischof von Kamjanez-Podilskyj. Am 23. Februar 1872 wurde er Erzbischof von Minsk-Mahiljou.